# Teramnus micans
Teramnus micans är en ärtväxtart som först beskrevs av John Gilbert Baker, och fick sitt nu gällande namn av Baker f.. Teramnus micans ingår i släktet Teramnus och familjen ärtväxter. Inga underarter finns listade i Catalogue of Life.